# کورپو کند
کورپو کند (به لاتین: Körpükənd) یک منطقه مسکونی در جمهوری آذربایجان است که در شهرستان زردآب واقع شده‌است. کورپو کند ۱۴۰۹ نفر جمعیت دارد.